# L'Homme aux poings de fer
Pour les articles homonymes, voir Iron Fist.
Série
L'Homme aux poings de fer 2
(2015)
Pour plus de détails, voir Fiche technique et Distribution.
L'Homme aux poings de fer (The Man with the Iron Fists) est un film américain coécrit et réalisé par le rappeur RZA, sorti en 2012. Le film est produit par Relativity Media, Universal Pictures et Strike Entertainment.

## Synopsis
Dans la Chine féodale, à Jungle Village, un forgeron qui fournit des armes à un petit village se retrouve obligé de se défendre et de défendre les villageois.

## Fiche technique
- Titre français : L'Homme aux poings de fer
- Titre original : The Man with the Iron Fists
- Réalisation : RZA
- Scénario : RZA et Eli Roth
- Musique originale : Howard Drossin et RZA
- Photographie : Chi Ying Chan
- Montage : Joe D'Augustine
- Décors : Drew Boughton
- Costumes : Thomas Chong
- Production : Marc Abraham, Eric Newman, Quentin Tarantino et Eli Roth
- Producteurs délégués : Thomas A. Bliss, Tom Karnowski et Kristel Laiblin
- Budget : 20 000 000 USD
- Genre : action, wu xia pian, Kung Fu Pian
- Durée : 96 minutes
- Dates de sortie :
  - États-Unis : 26 octobre 2012
  - France : 2 janvier 2013
- Interdit aux moins de 12 ans lors de sa sortie en salles[Où ?] (forte violence et vulgarité)

## Distribution
- Russell Crowe (V. F. : Patrick Béthune ; V. Q. : Pierre Auger) : Jack Canif (Jack Knife en VO)
- Jamie Chung (V. F. : Ysa Ferrer ; V. Q. : Ariane-Li Simard-Côté) : Lady Soie (Lady Silk en VO)
- Lucy Liu (V. F. : Laëtitia Godès ; V. Q. : Anne Dorval) : Madame Rose (Madame Blossom en VO)
- Dave Bautista (V. F. : Warren Zavatta ; V. Q. : Denis Roy) : Corps de Cuivre (Brass Body en VO)
- RZA (V. F. : Asto Montcho ; V. Q. : Benoît Rousseau) : Thaddeus le forgeron, l'homme aux poings d'acier
- Rick Yune (V. F. : Yannick Soulier ; V. Q. : Maël Davan-Soulas) : Zen Yi, X-Blade
- Pam Grier (V. F. : Maïk Darah) : Jane
- Jin Auyeung (V. F. : Hugo Brunswick) : Chan
- Byron Mann (V. F. : Adrien Antoine ; V. Q. : Pierre-Étienne Rouillard) : Lion d'argent (Silver Lion en VO)
- Chen Kuan-tai : Lion d'or (Gold Lion en V.O.)
- Cung Le (V. F. : Fabrice Lelyon) : Lion de bronze (Bronze Lion en VO)
- Telly Liu (V. F. : Thomas Vernant) : Lion de fer (Iron Lion en VO)
- Daniel Wu (V. F. : Samuel Jouy) : Poison violent (Poison Dagger en VO)
- Dennis Chan (V. F. : Michel Voletti) : Dragon
- Gordon Liu (V. F. : Achille Orsoni) : le Maître
- Grace Huang (V. F. : Christine Lemler) : la femme Gémeaux
- Andrew Lin (V. F. : Bertrand Dingé) : l'homme Gémeaux
- Ren Luomin (V. F. : Michaël Aragones) : le leader du clan Wolf
- Eli Roth (V. F. : Patrice Cuvelier) : le no 2 du clan Wolf

Source et légende : Version française (V. F.) sur AlloDoublage, RS Doublage et Voxofilm ; Version québécoise (V. Q.) sur Doublage Québec

## Musique
Singles
1. "Tick Tock"
Sortie : 31 octobre 2012
2. "White Dress"
Sortie : 9 novembre 2012

Le bande originale contient des titres de certains membres du Wu-Tang Clan et de son entourage, et également des Black Keys et de Kanye West. RZA n'avait pas prévu de composer la musique du film et voulait la confier à Howard Drossin, avec qui il avait collaboré pour la bande originale américaine du film L'Honneur du dragon. Après avoir visualisé un premier montage, RZA n'est pas totalement convaincu par la bande originale. Il demande alors conseil à son ami Quentin Tarantino, pour lequel il a composé quelques titres de Kill Bill vol. 1. Tarantino lui suggère de composer lui-même la musique. RZA retravaille finalement la musique avec l'aide de Howard Drossin.
La bande originale, contenant seulement les chansons, est sortie le 23 octobre 2012.

### Liste des titres
| No  | Titre                                                                     | Auteur                                                                                           | Producteur(s)                              | Durée |
| --- | ------------------------------------------------------------------------- | ------------------------------------------------------------------------------------------------ | ------------------------------------------ | ----- |
| 1.  | The Baddest Man Alive (The Black Keys & RZA)                              | Dan Auerbach, Patrick Carney, Robert Diggs                                                       | The Black Keys, RZA                        | 3:50  |
| 2.  | Black Out (Ghostface Killah, M.O.P. & Pharoahe Monch)                     | Dennis Coles, Jamal Grinnage, Eric Murray, Troy Donald Jamerson                                  | Fizzy Womack                               | 4:11  |
| 3.  | White Dress (Kanye West)                                                  | Kanye West, Diggs                                                                                | Kanye West, RZA (co), Boogz & Tapez (add.) | 3:35  |
| 4.  | I Forgot to Be Your Lover (The Revelations & Tre Williams)                | William Bell, Booker T. Jones                                                                    | Bob Perry                                  | 3:22  |
| 5.  | Get Your Way (Sex Is a Weapon) (Idle Warship)                             | Talib Kweli Greene, Shareese Ballard, Matthew Tavares, Chester Hansen, Alexander Sowinski, Dukes | Frank Dukes, BadBadNotGood                 | 4:10  |
| 6.  | Rivers of Blood (Wu-Tang Clan & Kool G Rap)                               | Diggs, Coles, Corey Woods, Lamont Hawkins, Nathaniel Wilson, Tavares, Hansen, Sowinski, Dukes    | Frank Dukes, BadBadNotGood                 | 4:40  |
| 7.  | Built for This (Method Man, Freddie Gibbs & Streetlife)                   | Clifford Smith, Fredrick Tipton, Patrick Charles                                                 | Frank Dukes                                | 4:24  |
| 8.  | The Archer (Killa Sin)                                                    | Patrick Charles, Dukes                                                                           | Frank Dukes                                | 2:55  |
| 9.  | Just Blowin' in the Wind (RZA and Flatbush Zombies)                       | Diggs, Meechy Darko, Zombie Juice                                                                | RZA                                        | 4:34  |
| 10. | Chains (Corinne Bailey Rae)                                               | Corinne Bailey Rae, Steven James Brown                                                           | Steven James Brown, Corinne Bailey Rae     | 3:41  |
| 11. | Tick, Tock (Pusha T, Raekwon, Joell Ortiz & Danny Brown)                  | Woods, Dukes, Terrence Thornton, Joell Ortiz, Danny Brown, Larry D. Griffin, Jr.                 | Frank Dukes, Symbolyc One                  | 6:18  |
| 12. | Green Is the Mountain (Frances Yip)                                       | Frances Yip, Dukes                                                                               | Frank Dukes                                | 2:58  |
| 13. | Six Directions of Boxing (Wu-Tang Clan)                                   | Hawkins, Coles, Gary Grice, Darryl Hill, Jamal Arief, Jason Hunter                               | Frank Dukes                                | 4:50  |
| 14. | Your Good Thing (Is About to Come to an End) (Mable John)                 | Isaac Hayes, David Porter                                                                        | Issac Hayes, David Porter                  | 2:57  |
| 15. | I Go Hard (Ghostface Killah, Boy Jones & Wiz Khalifa)                     | Coles, Cameron Thomaz, Boy Jones                                                                 | RZA                                        | 4:16  |
| 16. | Bust Shots (titre bonus) (Sheek Louch, Ghostface Killah & Inspectah Deck) | Sean Jacobs, Coles, Hunter                                                                       | Frank Dukes                                | 3:21  |

## Commentaires
- La salle des miroirs visible au début du combat entre Zen Yi et Silver Lion est un clin d'œil au combat final entre Lee et Han du film Opération Dragon. De plus, l'arme de Silver Lion est semblable à celle de Han[réf. nécessaire].
- Le combat entre Thaddeus et Brass Body ressemble un peu à celui Lin Yao contre Geed dans Fullmetal Alchemist[réf. nécessaire].

## Suite
Une suite réalisée par Roel Reiné sort en 2015 directement en vidéo.